# Lonchura oryzivora
El capuchino arrocero de Java o gorrión de Java (Lonchura oryzivora) es una especie de ave passeriforme de la familia Estrildidae. Es originaria de Java, Bali y Bawean en Indonesia. Es muy popular como ave de jaula y ha sido introducido en un gran número de países. Naturalizada en Venezuela donde se le conoce como Alondra.  
Es un pájaro muy gregario que se alimenta principalmente de granos y otras semillas. Se puede ver frecuentemente en prados y tierra de cultivo, siendo considerada una plaga de los campos de arroz, de ahí su nombre científico.[cita requerida] Puede construir su nido tanto en árboles como en edificios poniendo hasta ocho huevos.
Mide 17 cm de largo. El adulto se caracteriza por tener su espalda y pecho en color gris, vientre rosado, cabeza negra con mejillas blancas, un anillo alrededor del ojo en color rojo, patas rosadas y pico rojo.
Ambos sexos son similares, pero los pájaros jóvenes tiene la espalda café y el vientre un café más pálido en el vientre y las mejillas. El resto de la cabeza, en gris oscuro y el pico es gris con la base rosada.
Su llamada suena como un chip, y su canto es una serie rápida que suena chipchipchipchipchipchip.
Con el tiempo ha ido perdiendo su hábitat, y ha sido capturado para ser vendido como un ave de jaula. Esto ha mermado su población en estado natural. En la Lista Roja de la IUCN lo cataloga como en peligro de extinción, con una población estimada de entre mil a dos mil cuatrocientos noventa y nueve ejemplares.